# Dorzé (peuple)
Pour les articles homonymes, voir Dorzé.
Les Dorzés sont une population d'Afrique de l'Est vivant en Éthiopie. On les trouve notamment à Chencha et à Arba Minch, dans le sud-ouest du pays.

## Ethnonymie
Selon les sources, on observe peu de variantes : Dorse, Dorzé, Dorzés.

## Langues
Leur langue est le dorzé, une langue omotique dont le nombre de locuteurs était de 20 800 lors du recensement de 1994. L'amharique est également utilisé.

## Culture

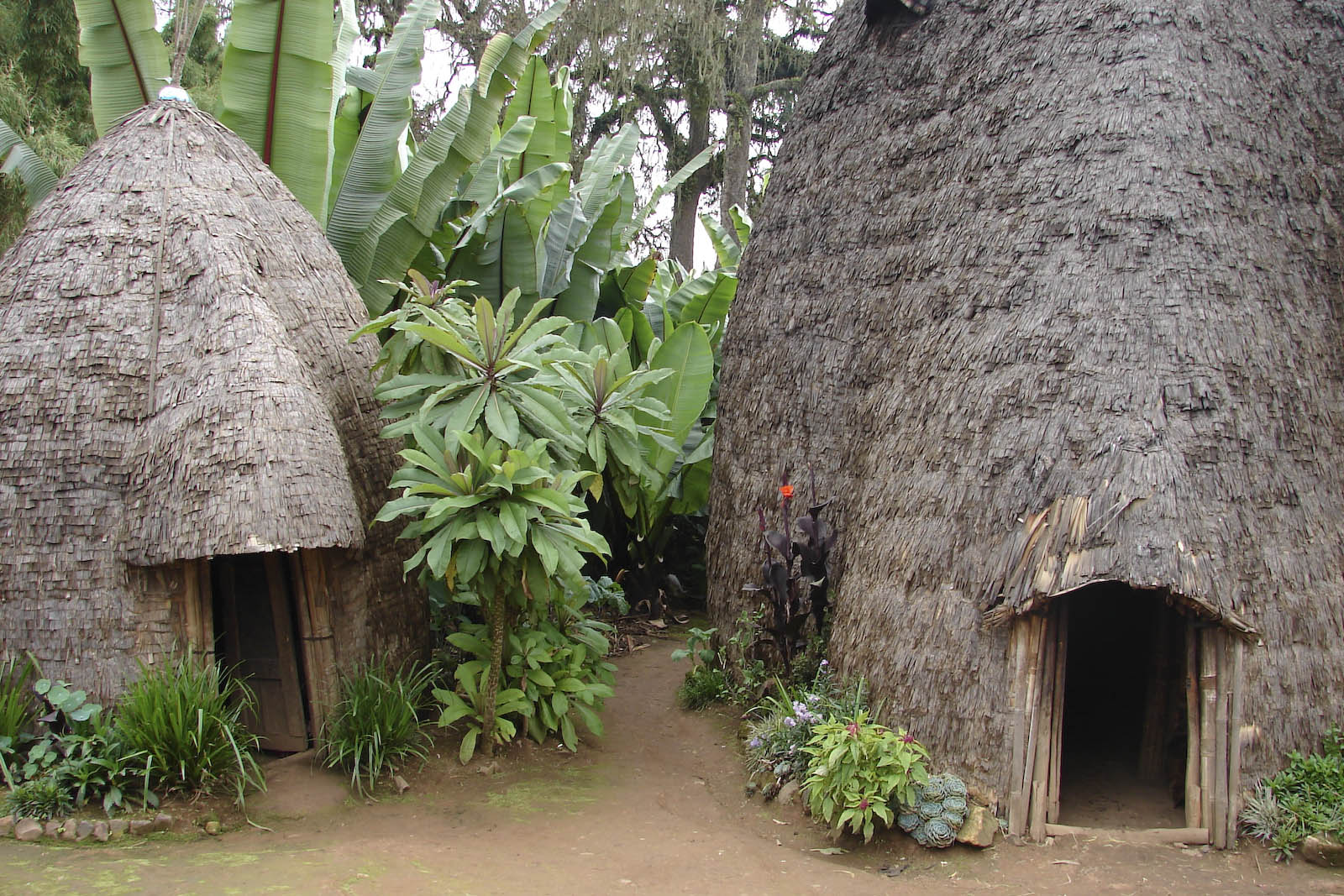
Habitations Dorzé

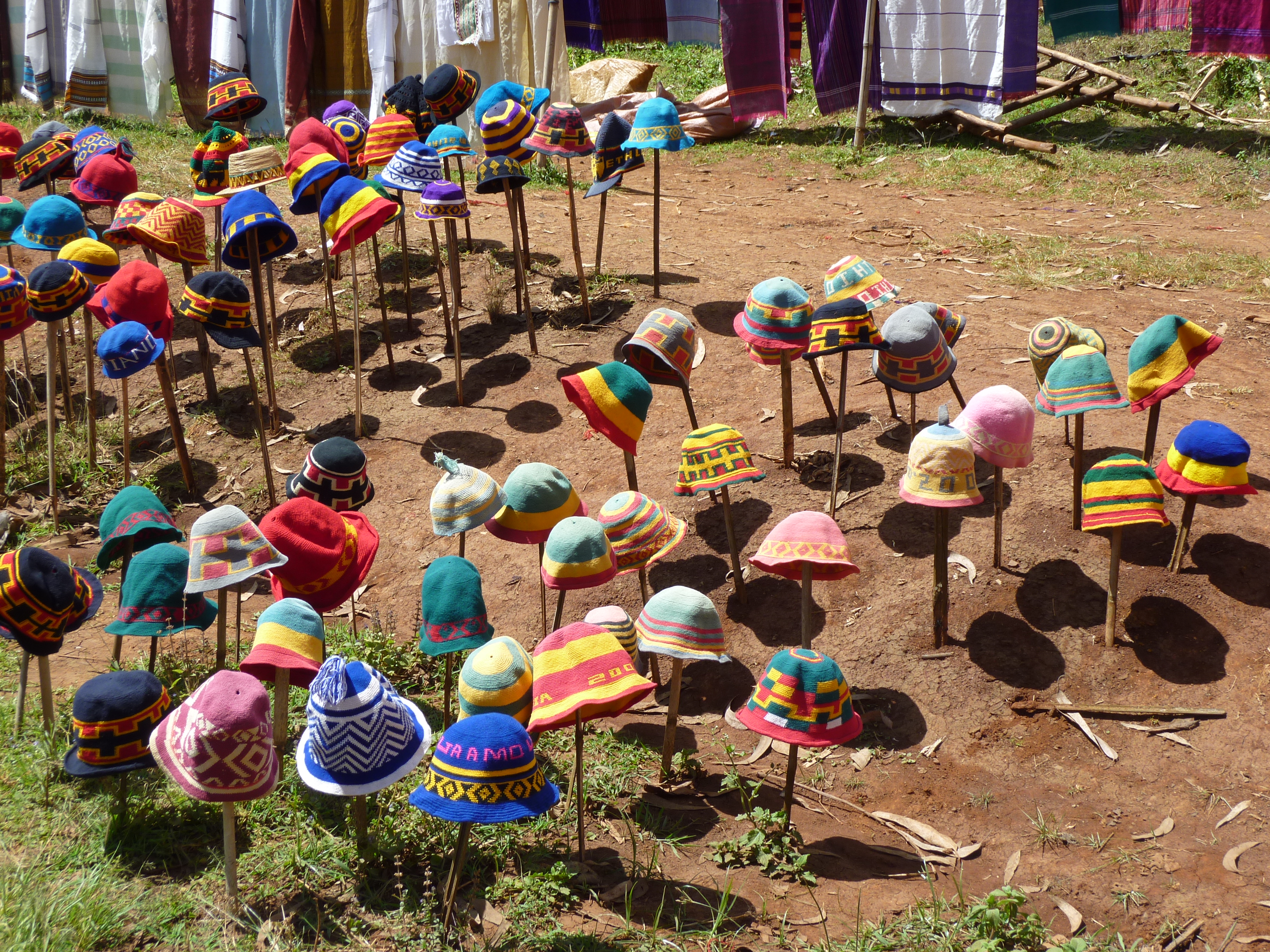
Chapeaux Dorzé

Leurs habitations (toukoul), le plus souvent faites de torchis et de chaume, sont dotées de toits caractéristiques, coniques ou quelquefois pyramidaux.
Les Dorzé sont également réputés pour leurs tissages (notamment le châle en coton blanc aux bordures brodées) et pour leurs polyphonies vocales.

### Discographie
- Éthiopie, Polyphonies des Dorzé, enregistrements de B. Lortat-Jacob, Le Chant du Monde, CNRS-Musée de l'Homme, 1977, édité en CD (1990)